# Медико-санитарная служба Германии

Медико-санитарная служба Германии (нем. Zentraler Sanitätsdienst) — один из видов вооружённых сил Германии, была образована 1 октября 2000 года.
Медико-санитарную службу бундесвера возглавляет инспектор, в распоряжении которого находится около 23 тыс. военнослужащих. Оперативному командованию медико-санитарной службы подчинено оперативное командование МСС и четыре военных округа. В апреле 2001 года началось формирование центрального управления МСС.